# Единбург Седам Мора
Единбург Седам Мора (енгл. Edinburgh of the Seven Seas) је главно насеље на Тристану да Куњи, прекоморској територији Уједињеног Краљевства у јужном Атлантском океану која је део територије Света Јелена, Асенсион и Тристан да Куња. Насеље је названо по Принцу Алфреду (Саксе-Кобург-Гота), војводи од Единбурга, другом сину Краљице Викторије, када је овај посетио острво 1867. док је обилазио свет командујући бродом HMS Galatea. Локално становништво га увек зове једноставно Насеље (енгл. The Settlement).

## Историја
Насеље је на Тристану да Куњи 1816. основао наредник Глас из Шетландских граница (Шкотска), након што је УК анектирало Тристан да Куњу. На острву је одржаван војни гарнизон као предострожност против могућих француских покушаја да спасу Наполеона, који је био утамничен на Светој Јелени. Војни гарнизон је остао до краја Другог светског рата.

## Географија
Единбург је једино веће насеље на острву. Има малену луку, резиденцију администратора, и пошту. Оштетила га је 1961. вулканска ерупција, која је натерала практично читаво становништво да напусти Насеље и пресели се у УК. Неколицина становника који су остали у Единбургу Седам Мора су осмислили систем у којем су поставили црева која би аутоматски прскала воду по лави, како би се лава у предњем таласу хладила а она иза ње мењала смер или заустављала. Ерупција је уништила единбуршку фабрику ракова, а пирати су опљачкали напуштене куће. Насеље је обновљено након повратка већине становника острва 1963.

## Занимљивости
Единбург Седам Мора се сматра најзабаченијим сталним насељем на свету. Налази се на преко 2400 километара од најближег људског насеља, на Светој Јелени. По попису из 2015. у насељу има 268 становника.

## Галерија
- Кањон у близини Единбурга Седам Мора
- Поглед на Единбург Седам Мора
- Поглед из ваздуха на Единбург Седам Мора
- Бродско пристаниште